# Андрієва Гора
Андрі́єва Гора (рос. Андреева Гора) — присілок у складі Лузького району Кіровської області, Росія. Входить до складу Папуловського сільського поселення.
Населення становить 58 осіб (2010, 80 у 2002).
Національний склад станом на 2002 рік — росіяни 99 %.